# جواد الهاجری
جواد الهاجری (انگلیسی: Jawad El Hajri؛ زادهٔ ۱ نوامبر ۱۹۷۹) بازیکن فوتبال بازنشسته اهل مراکش است که در پست مهاجم بازی می‌کرد.

## باشگاهی
از باشگاه‌هایی که در آن بازی کرده‌است می‌توان به باشگاه ورزشی بنی یاس، باشگاه فرهنگی ورزشی دبی، باشگاه فوتبال استاد برستوا ۲۹، باشگاه فوتبال گنگام، و باشگاه ورزشی الفجیره امارات اشاره کرد.

## تیم ملی
وی همچنین در تیم ملی فوتبال مراکش بازی کرده‌است.